# Georges Brabant
Georges Brabant, né à Lille le 5 mai 1875 et mort à Paris 16e le 28 février 1951, est un homme d'affaires français du XXe siècle, qui eut une activité politique discrète entre 1936 et sa mort.

## Biographie

### De l'industriel du textile à l'administrateur de sociétés
Georges Hubert Joseph Marie Brabant est le fils de Paul Brabant (1842-1915), fabricant de céruse puis distillateur, et de Louise Delebart (1845-1933), fille de Pierre Delebart (1818-1896), de la famille d'industriels cotonniers Delebart-Mallet. Il étudie à l'École supérieure de commerce de Lille de 1894 à 1896. Il sera plus tard vice-président de l'association des anciens élèves, aux côtés d'un autre industriel du textile, Pierre Thiriez, futur administrateur comme lui du Crédit du Nord. 
Il est ensuite filateur de coton, de 1896 à 1921. Avec son frère aîné Eugène (1872-1938), il fonde en 1902 une société en nom collectif, la société E. et G. Brabant, au capital de 700 000 francs, pour exploiter une filature de coton installée à Loos-lez-Lille, route de Béthune. Elle fusionne en janvier 1905 avec la filature de Jacques Vandier; sa raison sociale devient E. et G. Brabant et Vandier et le capital est porté à 1 870 000 francs. 
Il épouse en 1911 Geneviève de Couëspel, de Versailles. Son épouse meurt en mai 1921. 
La société Brabant-Vandier est absorbée en 1920 par la SA des filatures Delebart-Mallet, dirigée depuis 1901 par son oncle, Georges Delebart (1858-1930). 
À partir de 1921, il siège au conseil d'administration du Crédit immobilier de Lille et de deux banques : le Crédit du Nord, à partir de 1922 - cette banque est alors présidée par Georges Delebart, de 1921 à 1928 -, et l'Union bancaire du Nord, constituée en 1928, au capital de soixante millions de francs, filiale de la précédente. Il est aussi administrateur de plusieurs entreprises industrielles : Société de bonneterie de Tergnier, fondée en 1922, Compagnie industrielle de matériel de transport (CIMT), à partir de 1924,, Société lilloise de moteurs diesel (vice-président), filiale des Automobiles Peugeot (deux membres de la famille Peugeot, Robert Peugeot, président, et Jean-Pierre Peugeot, siègent au conseil d'administration). Il préside en outre le conseil d'administration du Comptoir linier, constitué en 1934, une société au capital de plus de 70 millions de francs issue de la fusion du Comptoir de l'industrie linière et de la société textile Dunkerquoise,. 
Il demeure à Paris, au 90, avenue Malakoff.
En mars 1944, il devient P-DG de la SA française du Ferodo (l'entreprise se nomme actuellement Valéo), succédant à Jacques Vandier qui se retire en raison de son âge. Il était auparavant vice-président du conseil d'administration, qu'il avait intégré en 1941. En juillet 1945, il accède à la présidence du Crédit du Nord, en remplacement de Paul Delemer, décédé. Il est aussi président de l'Union bancaire du Nord. À sa mort en 1951, il est président du Crédit du Nord, P-DG de Ferodo et président d'honneur du Comptoir linier de France.

### Engagements civiques et politiques
Il est administrateur des hospices de Loos de 1913 à 1925. Sous-officier du génie au début de la Première Guerre mondiale, il est ensuite délégué du service des poudres, au ministère de la guerre. À la fin de la Première Guerre mondiale, il est secrétaire général du comité interministériel du coton et il se consacre à la remise en état des filatures de coton de Lille. Sa filature ouvre à nouveau en mai 1919. Il fonde et préside une coopérative de reconstruction, la coopérative de la rue Faidherbe. Il est en 1921 l'un des vice-présidents de l'Union des sinistrés du Nord.
Après l'arrivée au pouvoir du Front populaire en 1936, il s'active dans les milieux patronaux anticommunistes pour subventionner plusieurs organisations « nationales ». Il fait partie des personnalités du monde des affaires qui financent l'Agence de presse Inter-France de Dominique Sordet, fondée en 1937 pour combattre le Front populaire et le Parti communiste. Il est ainsi membre du conseil d'administration de la Société d'études et d'expériences techniques d'imprimeries et de presse (SETIP) qui accueillit dans ses locaux de la rue de Téhéran à Paris les premiers pas de l'agence. La SETIP, chargée de prospecter les petits journaux de province et présidée par Sordet, est fondée en mars 1938,,. Il a été chargé de centraliser les fonds versés par des patrons de province, tels Georges Laederich ou Jean Fraissinet, et de les distribuer à l'agence. D'autres administrateurs du Crédit du Nord, Joseph Béghin, un des plus gros acteurs français du sucre et du papier, patron de la Société Ferdinand Béghin, et Pierre Thiriez, font partie de ce réseau,. 
Parallèlement, il est l'un des membres selon Lucien Souchon, son secrétaire général, du comité directeur du Rassemblement national pour la reconstruction de la France, né en février 1936, et il lui procure des subventions patronales pour ses Cahiers hostiles au Front populaire et au marxisme,. Il y côtoie notamment le général Maxime Weygand et René Gillouin. 
Il les côtoie aussi à l’Association des Amis de l’école française, fondée en décembre 1938 et rebaptisée en janvier 1939 Les Amis de l’Éducation française, qu'il finance. Weygand et Gillouin siègent à son comité directeur. Son manifeste de fondation s'en prend aux gouvernants qui ont « imprimé à l'école primaire un caractère d'opposition à des traditions morales, nationales ou religieuses » et appelle l'État à « renoncer à l'esprit révolutionnaire de son enseignement » et les notables à agir pour « libérer l'école de la sujétion politique, délivrer les maitres de la contrainte du syndicalisme de parti ». Comme eux et comme Souchon, il se préoccupe des groupements d'instituteurs de droite opposés aux organisations politiques et syndicales de gauche comme le Syndicat national des instituteurs. Là-aussi, Brabant se charge de centraliser les fonds versés par des industriels : « Je ne suis intéressé au groupement des instituteurs nationaux dans le but de défendre le patriotisme à l'école (...). Je m'occupai de recueillir des fonds versés par des groupements patronaux que je remettais au groupement des instituteurs. Et également pour écrire des ouvrages de propagande pour la jeunesse », déclare-t-il en 1946 alors qu'il est interrogé au sujet de Georges Laederich, arrêté pour collaboration.
En 1939-1940, durant la drôle de guerre, il est trésorier de l'Oeuvre du cinéma aux armées, présidée par l'épouse du général Weygand. Cette association privée, avec l'accord du ministère de la Défense nationale et de la Guerre, fait appel aux dons pour procurer aux soldats des séances de cinéma, afin de les distraire. Son comité comprend notamment le général Détroyat, vice-président, Georges Duhamel, le sénateur Manuel Fourcade, les généraux Pujo et Tillion, l'amiral Jean Lacaze, etc. et des épouses de personnalités (comtesse des Isnards, Mme Lucien Romier, etc.).
Sous l'Occupation, il assiste à Paris en 1941 à une conférence de Xavier de Magallon en faveur de la collaboration franco-allemande. Il prend part en octobre 1942 à Paris au banquet final des « journées Inter-France », aux côtés de Sordet, de directeurs de journaux de province, de ministres de Vichy, de ténors de la collaboration, de représentants des autorités allemandes et d'autres patrons comme Henri Ardant, président du C.O. des banques, P-DG de la Société générale, le Marseillais Bernard de Revel, des Raffineries de sucre de Saint-Louis, qui a financé le Rassemblement national et fait partie des commanditaires de l'agence, Eugène Schueller ou le Vosgien Georges Laederich,. Il maintient son appui aux instituteurs de droite. Ainsi, en 1943 et  1944, il demande à Laederich une subvention pour le groupement des instituteurs nationaux dirigé par François Dexmier et Émile Bocquillon et pour leur brochure Pour une éducation nationale : aux instituteurs français.
Il est après la guerre membre du comité supérieur du Centre des hautes études américaines d'Achille Dauphin-Meunier, dès 1946.